# Castello di Castelnuovo Magra
Il castello-palazzo Vescovile di Luni è un edificio residenziale e difensivo sito in piazza Querciola nel centro storico di Castelnuovo Magra, nella val di Magra in provincia della Spezia.

## Storia e descrizione

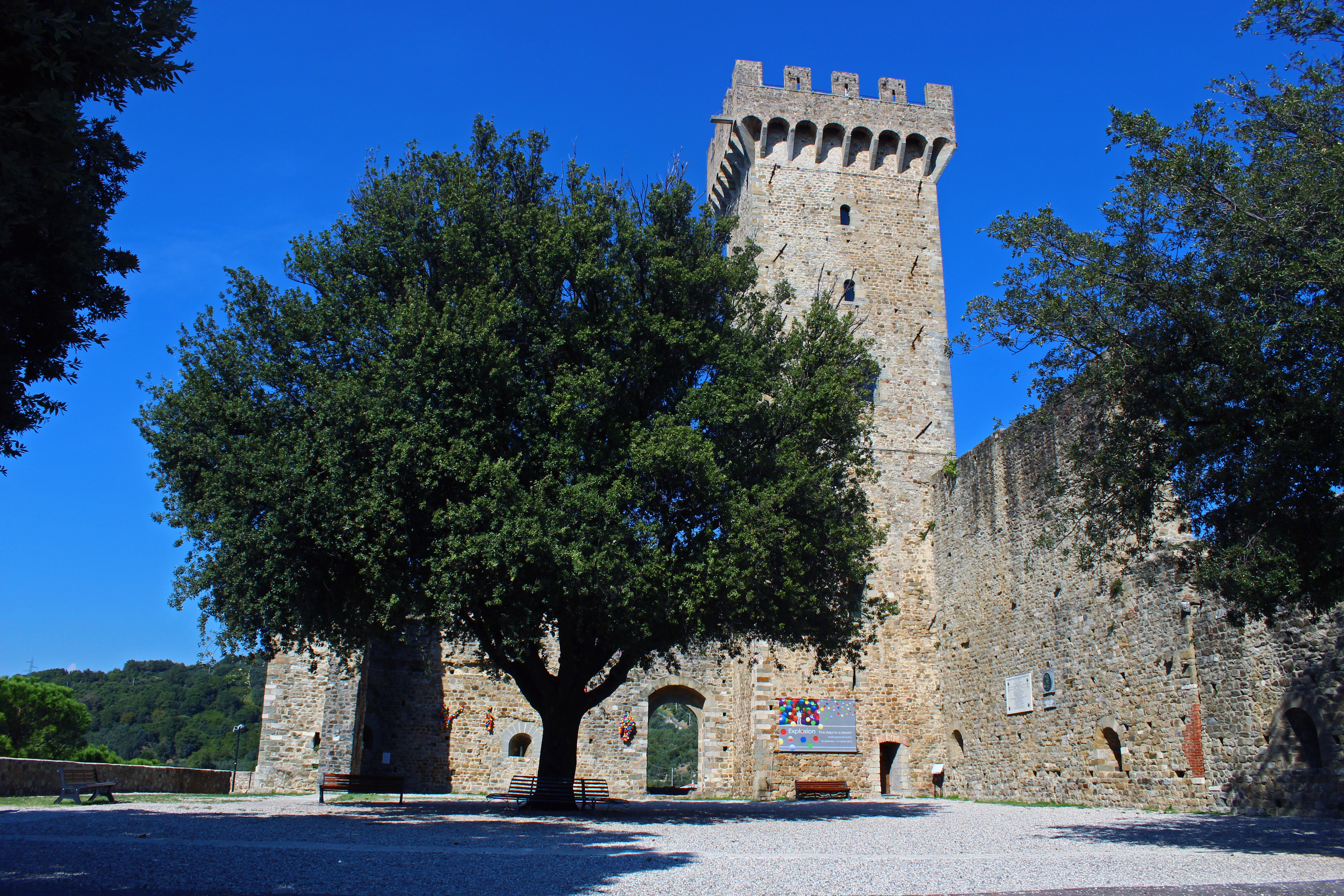
La piazza del castello

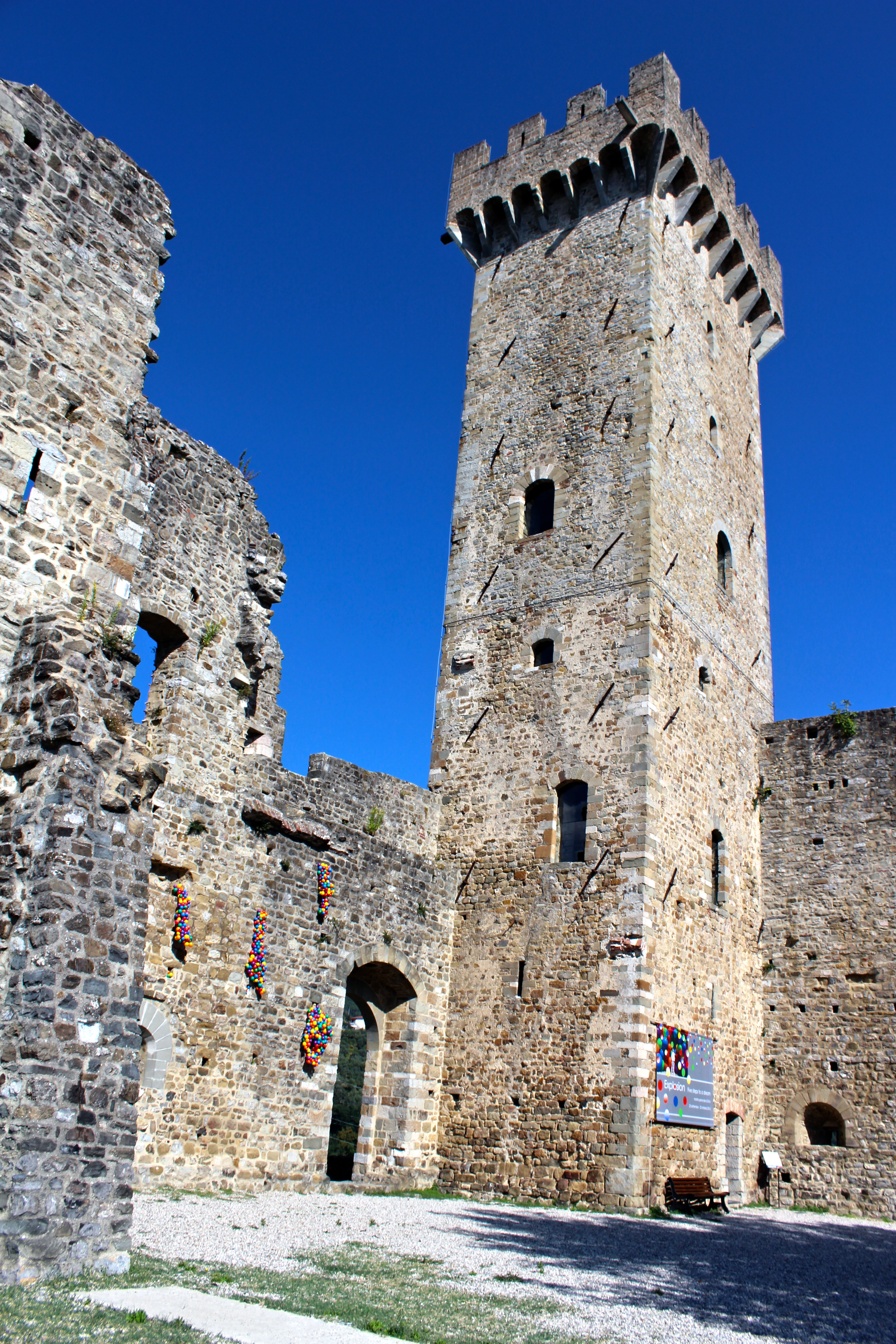
Mastio

L'odierna struttura fu voluta sul finire del XIII secolo dal vescovo di Luni Enrico da Fucecchio quale dimora vescovile e sede stessa della diocesi lunense. Nel cuore del centro storico castelnovese, presso la zona detta del "Borghetto", già esisteva una sorta di postazione difensiva che nacque agli inizi del Duecento - per opera del vescovo Gualtiero II - contemporaneamente alla fondazione del paese.
Nella prima metà del XV secolo, con la dominazione fiorentina dei Medici, il già palazzo vescovile verrà restaurato soprattutto nell'area della torre quadrangolare - dove furono aggiunti beccatelli in arenaria nel 1468 - e ancora nel XVI secolo con la Repubblica di Genova che edificò la seconda torre circolare, adibita a deposito di munizioni, con beccatelli in laterizio. I due corpi di fabbrica ospitavano sale di rappresentanza, locali per le truppe (alloggi), cantine, una macina e una cappella interna.
Caduto in disuso in un'epoca indefinita, la struttura subì un vero e proprio smantellamento e le sue pietre utilizzate per la costruzione delle locali case; l'ultimo prelievo, autorizzato, verrà eseguito nel XIX secolo per la costruzione del coro della locale parrocchiale di Santa Maria Maddalena. Del palazzo medievale restano tuttavia visibili le due torri circolare e quadrangolare e resti delle mura perimetrali.
Dal giugno 2015, la turris magna è aperta al pubblico per visite ed esposizioni: sino al giorno 11 ottobre 2015 ha ospitato la mostra "Icons" del fotografo Elliott Erwitt.
Dal 22 aprile al giorno 11 settembre 2016 la torre ha ospitato la mostra tematica di Steve McCurry dedicata al calcio di strada: "Football and Icons" Archiviato il 15 settembre 2016 in Internet Archive.. Proprio il fotografo statunitense il 20 giugno 2016 ha presentato al pubblico nella piazza del castello il catalogo della mostra.
Sempre in tema con "Il gioco", si è aperta il 6 Aprile 2019, la rassegna fotografica di Pepi Merisio, che illustra trenta anni di passatempi di bambini ed adulti. L'esposizione, sempre nella Torre Magna, si è protratta fino al 30 Giugno dello stesso anno.
Tra le tante manifestazioni culturali che si svolgono nella piazza antistante al castello si ricorda la rievocazione, in estate, dello storico avvenimento legato a Dante Alighieri e alla Pace di Castelnuovo (1306).